# OpenShot
OpenShot ist eine freie, nichtlineare Videoschnittsoftware für die Betriebssysteme Windows, macOS und Linux. Das Projekt wurde im August 2008 von Jonathan Thomas gestartet mit dem Ziel, einen stabilen, freien und einfach zu bedienenden Video-Editor zu erstellen.
Der Editor wird als freie Software inklusive Quelltext unter den Bedingungen der GNU General Public License (GPL) in Version 3 oder später verbreitet. Das Programm ist ab Version 2 in C++ programmiert, bietet eine Python API, hat eine Qt-basierte Benutzeroberfläche und nutzt die FFmpeg-Bibliothek.

## Funktionsumfang
Zentrales angestrebtes Merkmal ist eine aufgeräumte, übersichtliche Oberfläche, wobei gleichzeitig umfangreiche Bearbeitungsmöglichkeiten einschließlich der Bearbeitung und Erstellung von HD-Videos (mit Unterstützung der Formate HDV und AVCHD) angeboten werden.
Über ein Spuren-System können Elemente in unbegrenzt vielen Spuren überlagert und überblendet werden. Elemente werden auf einem Zeitstrahl dargestellt und können per Drag and Drop angeordnet werden. Für Überblendungen stehen zahlreiche Übergangseffekte zur Verfügung. Weiterhin gibt es Filter, Bildeffekte und Bildgeneratoren für zum Beispiel dreidimensional animierte Schriftzüge. Auf der Basis von FFmpeg wird eine Vielzahl von Ein- und Ausgabeformaten (Video-, Audio- und Bildformate) unterstützt. Dazu gibt es Einstellungsprofile, um für diverse Video-Portale oder Wiedergabegeräte jeweils passende oder optimierte Dateien zu erzeugen.
Weitere Eigenschaften sind:
- Drag&Drop-Unterstützung
- Clip-Größenänderung, Zuschneiden, Ausrichten und Schneiden
- Übergänge mit Echtzeit-Vorschau
- Bild-Überlagerungen, Wasserzeichen
- Titel-Vorlagen, Titel Erstellung, Untertitel
- SVG-Unterstützung für Titel und Abspann
- Einzelbildschaltung
- Digitalzoom der Videoclips
- Änderung der Geschwindigkeit (Zeitlupe usw.)
- Änderung der Bildgröße
- Video-Effekte wie Anpassung von Helligkeit, Gamma und Farbton, Reduzierung auf Graustufen und über 20 weitere Video-Effekte
- Audio-Effekte wie Kompressor, Expander, Verzerrer oder Verzögerung.

## Entwicklung
Ab Ende 2011 arbeitete der Hauptentwickler an einer verbesserten und plattformübergreifenden Video-Engine. Im März 2013 startete Thomas auf der Plattform Kickstarter eine Crowdfunding-Initiative, um Geld für die Entwicklung der nächsten Version zu sammeln, die zusätzlich eine weitreichende Überarbeitung des Interfaces bieten sollte. Die Aktion wurde am 17. April mit mehr als der doppelten Menge des Finanzierungsziels erfolgreich abgeschlossen. Im Januar 2016 wurde eine Beta-Version von Version 2.0 veröffentlicht, Mitte 2016 eine offizielle Version 2.1.
Zu den Zielen für die neue Version zählten unter anderem:
- plattformübergreifende Nutzbarkeit
- die Möglichkeit des Keyframing mit verschiedenen Kurventypen für fast alle Effekte
- eine einfache Python-API
- volle Unterstützung der FFmpeg-Bibliothek
- Vorlagen für einfache Kurven-Animationen
- die Möglichkeit, das Video in mehreren Formaten direkt hintereinander rendern zu lassen
- die Fähigkeit der Software, als Server betrieben zu werden, und somit die Möglichkeiten, Renderingprozesse auszulagern, mehrere Server als eine „Farm“ laufen zu lassen und im Team auf dasselbe Projekt zuzugreifen.

## Kritik
OpenShot übermittelte ohne Hinweis bereits beim ersten Start personenbezogene Daten an Google. Dieses Verhalten wurde mit Version 2.5.0 auf Opt-In umgestellt.